# Sainte-Consorce
Sainte-Consorce är en kommun i departementet Rhône i regionen Auvergne-Rhône-Alpes i östra Frankrike. Kommunen ligger i kantonen Vaugneray som tillhör arrondissementet Lyon. År 2022 hade Sainte-Consorce 2 109 invånare.

## Befolkningsutveckling
Antalet invånare i kommunen Sainte-Consorce
| Referens: INSEE |